# Médias en Nouvelle-Aquitaine
Les médias en Nouvelle-Aquitaine sont l'ensemble des moyens de diffusion de l'information dans la région française de Nouvelle-Aquitaine qui compte douze départements : Charente, Charente-Maritime, Corrèze, Creuse, Dordogne, Gironde, Landes, Lot-et-Garonne, Pyrénées-Atlantiques, Deux-Sèvres, Vienne et Haute-Vienne.

## Groupes de médias ou éditeurs de presse
- Éditions Arc-en-Ciel.
- Groupe actu, anciennement Publihebdos, qui édite l'hebdomadaire Le Républicain dans deux départements en Nouvelle-Aquitaine, la Gironde (arrondissement de Langon) et le Lot-et-Garonne.
- Groupe Courrier français, groupe de presse hebdomadaire basé à Bordeaux.
- Groupe La Dépêche du Midi, propriété de Jean-Michel Baylet, basé à Toulouse.
- Groupe Public Media[1], presse hebdomadaire régionale (Charente, Deux-Sèvres, Haute-Vienne, Vienne) et presse économique régionale en Nouvelle-Aquitaine.
- Palindrome Édition, basée à Biarritz, presse nationale santé, tourisme et eau.
- Groupe Sud Communication (disparu), propriété personnelle de Pierre Fabre.

Également :
- France Télévisions qui dispose d'une antenne régionale, France 3 Nouvelle-Aquitaine.
- Radio France, avec plusieurs antennes locales de France Bleu : France Bleu Gironde, France Bleu Gascogne, France Bleu Pays basque, France Bleu Béarn, France Bleu La Rochelle, France Bleu Poitou, France Bleu Limousin et France Bleu Creuse.

## Presse écrite
- Charente
  - Sud Ouest, quotidien, groupe Sud Ouest
  - Charente libre, quotidien, groupe Sud Ouest
  - Sud Ouest Dimanche, hebdomadaire, groupe Sud Ouest
- Charente-Maritime

- Deux-Sèvres
  - La Nouvelle République du Centre-Ouest
  - Le Courrier de l'Ouest
- Vienne
  - La Nouvelle République
  - Centre Presse
- Corrèze
  - La Montagne, quotidien, groupe Centre France
  - Sud Ouest, quotidien, groupe Sud Ouest
  - La Vie Corrèzienne, hebdomadaire
- Creuse

- Haute-Vienne

- Dordogne
  - Sud Ouest, quotidien, groupe Sud Ouest
  - Dordogne libre, quotidien, groupe Sud Ouest
  - Sud Ouest Dimanche, hebdomadaire, groupe Sud Ouest
  - Le Démocrate indépendant, hebdomadaire
  - L'Essor sarladais, hebdomadaire
  - Courrier français, hebdomadaire
  - La Feuille
  - La Vie économique du Sud-Ouest
  - Réussir le Périgord, hebdomadaire économique de la Dordogne
- Gironde
  - Sud Ouest, quotidien, groupe Sud Ouest
  - Bordeaux 7, quotidien gratuit, groupe Sud Ouest
  - Sud Ouest Dimanche, hebdomadaire, groupe Sud Ouest
  - Courrier français de Gironde, hebdomadaire
  - La Dépêche du Bassin, hebdomadaire, groupe Sud Ouest
  - Haute Gironde, à Blaye, hebdomadaire, groupe Sud Ouest
  - Le Journal du Médoc, Gironde, hebdomadaire
  - Le Républicain Sud-Gironde, hebdomadaire, groupe Publihebdos
  - Le Résistant, à Libourne, hebdomadaire, groupe Sud Ouest
  - SPIRIT, à Bordeaux, mensuel culturel édité par Médiaculture[2].
  - Adiu Sud Gironde, forum web de partage d'information et de débat[3]
- Landes
  - Sud Ouest, quotidien, groupe Sud Ouest
  - Sud Ouest Dimanche, hebdomadaire, groupe Sud Ouest
  - Reclams, revue (de Béarn et Gascogne à l'origine) et maison d'édition
  - Courrier français, hebdomadaire
  - Sportsland Landes, quinzomadaire, gratuit, indépendant
- Lot-et-Garonne
  - Sud Ouest, quotidien, groupe Sud Ouest
  - La Dépêche du Midi, quotidien, groupe La Dépêche du Midi
  - Le Petit Bleu de Lot-et-Garonne, quotidien, groupe La Dépêche du Midi
  - Sud Ouest Dimanche, hebdomadaire, groupe Sud Ouest
  - La Dépêche du dimanche, hebdomadaire, groupe La Dépêche du Midi
  - Le Républicain Lot-et-Garonne, hebdomadaire, groupe Publihebdos
  - Le Petit Journal, hebdomadaire, éditions Arc-en-Ciel
  - Courrier français, hebdomadaire
- Pyrénées-Atlantiques
  - Sud Ouest, quotidien, groupe Sud Ouest
  - Sud Ouest Dimanche, hebdomadaire, groupe Sud Ouest
  - La République des Pyrénées, quotidien, groupe Sud Ouest
  - Reclams, revue (de Béarn et Gascogne à l'origine) et maison d'édition
  - La Semaine du Pays basque, hebdomadaire, groupe Sud Ouest
  - Ekaitza, hebdomadaire, éditions Ekaitza
  - Sportsland Béarn, quinzomadaire, gratuit, indépendant
  - Sportsland Pays Basque, quinzomadaire, gratuit, indépendant
- Autres publications
  - Objectif Aquitaine, Préventique, Aquitaine Presse service, Surf Session

## Chaîne de télévision locale

### Publiques
- France 3 Nouvelle-Aquitaine
  - France 3 Aquitaine
  - France 3 Limousin
  - France 3 Poitou-Charentes
  - NoA

### Privées
- TV7 Bordeaux
- Kanaldude
- ÒC tele
- TVPI
- Paysbasque.tv
- CorrèzeTV
- 7 à Limoges
- LTV Limousin
- Télé Millevaches
- Canal Ha ![4]
- AdiuTV

## Radios locales

### Publiques
- France Bleu : France Bleu Gironde, France Bleu Périgord, France Bleu Gascogne, France Bleu Pays Basque, France Bleu Béarn, France Bleu La Rochelle, France Bleu Poitou, France Bleu Limousin et France Bleu Creuse

### Privées
- Alouette (radio)
- Black Box (Bordeaux)
- CRISTAL FM[5] (Dordogne, Corrèze, Lot)
- Demoiselle FM (Charente-Maritime)
- Forum (Charente, Charente-Maritime, Deux-Sèvres, Vienne)
- Fréquence Grands Lacs (Landes)
- Gold FM (Gironde)
- Gure Irratia (Pyrénées-Atlantiques)
- MDM (Landes)
- Mixx FM (Charente et Charente-Maritime)
- New west (Dordogne, Riberac , Mussidan)
- O2 Radio (Gironde)
- Ràdio País (Pyrénées-Atlantiques, Landes)
- Radio Pulsar (La Vienne)
- Radio Vassivière (plateau de Millevaches)
- RCF[6]
- RIG
- Sud Radio
- Wave FM (Landes)
- Wit FM (Gironde, Dordogne et Sud de la Charente-Maritime)
- 47 FM (Lot-et-Garonne, Sud de la Gironde)